# Großer Falkenstein

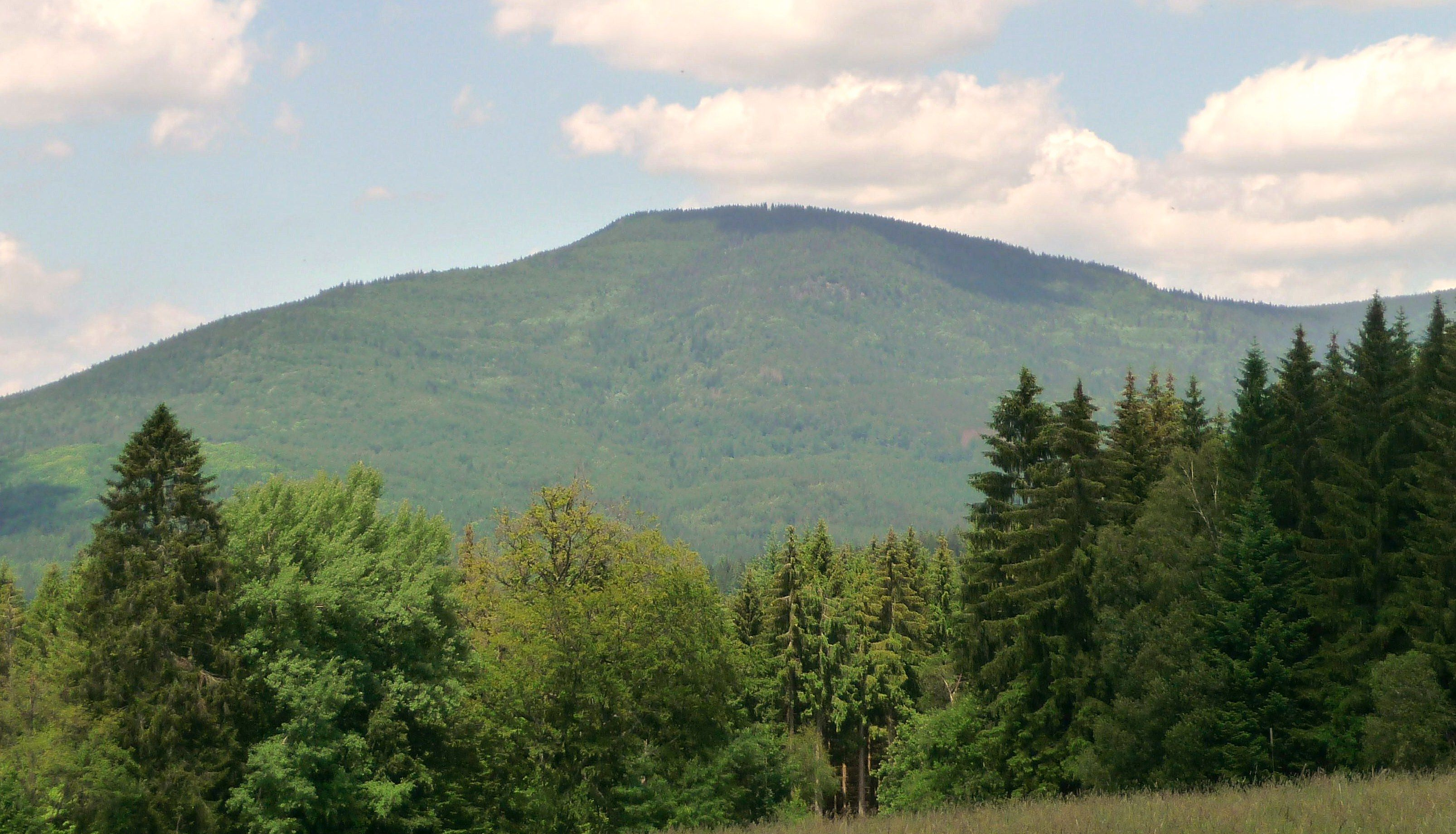
Der Große Falkenstein von Jungmaierhütte aus

Der Große Falkenstein ist ein 1315 m ü. NHN hoher Berg im Bayerischen Wald, etwa fünf Kilometer südöstlich von Bayerisch Eisenstein im Falkenstein-Rachel-Gebiet des Nationalparks Bayerischer Wald.

## Aussicht
Vom Gipfelkreuz aus hat man einen weiten Ausblick nach Westen und Süden auf den Großen Arber, den Großen Osser, die Stadt Zwiesel und den Großen Rachel. 
Im Westen liegt 125 Meter tiefer der Kleine Falkenstein, ebenfalls ein beachtenswerter Aussichtspunkt.

## Aufstiegsmöglichkeit
Der Aufstieg zum Gipfel ist über die Wanderwege Heidelbeere, Eibe, Silberblatt und Esche mit den Ausgangspunkten Zwieslerwaldhaus, Kreuzstraßl und Scheuereck in rund zwei Stunden möglich. Sehenswert ist das sogenannte Höllbachgspreng, ein Felsengebiet mit einem in einer Schlucht entspringenden Bach, der in mehreren Wasserfällen sowie zahlreichen Rinnsalen hinunter zur Höllbachschwelle, einen kleinen See, stürzt. Der Weg durch dieses Gebiet ist äußerst anstrengend und sollte nur von geübten Wanderern benutzt werden.

## Schutzhaus
Auf seinem Gipfel befindet sich das Falkensteinschutzhaus der Sektion Zwiesel des Bayerischen Wald-Vereins, das im Sommer täglich und im Winter an den Wochenenden bewirtschaftet ist und Übernachtungen ermöglicht. Das Falkensteinschutzhaus wurde ab Herbst 1932 nach den Plänen des Straubinger Stadtbaumeisters Oskar Schmidt erbaut, am 7. Januar 1933 der Öffentlichkeit übergeben und am 15. und 16. Juni 1933 im Rahmen einer Feldmesse durch den Ludwigsthaler Pfarrer Maier eingeweiht. Es bot damals bereits 30 Übernachtungsplätze.
Am 12. September 1975 wurde das Schutzhaus nach zwei Jahren Renovierungs- und Erweiterungsarbeiten vor 2000 Teilnehmern erneut eröffnet. Es bietet seitdem 60 Übernachtungsmöglichkeiten.
Im Januar 2018 stimmten die Mitglieder des Bayerischen Wald-Vereins einstimmig für den Abriss und den Neubau des Schutzhauses. Am 22. Juni 2018 erfolgte der Spatenstich zum Baubeginn. Der Neubau des Schutzhauses wurde 2019 eröffnet.

## Geotop
Die Gipfelklippe des Großen Falkenstein ist vom Bayerischen Landesamt für Umwelt als bedeutendes Geotop (Geotop-Nummer: 276R022) ausgewiesen.